# Mentelin-Bibel

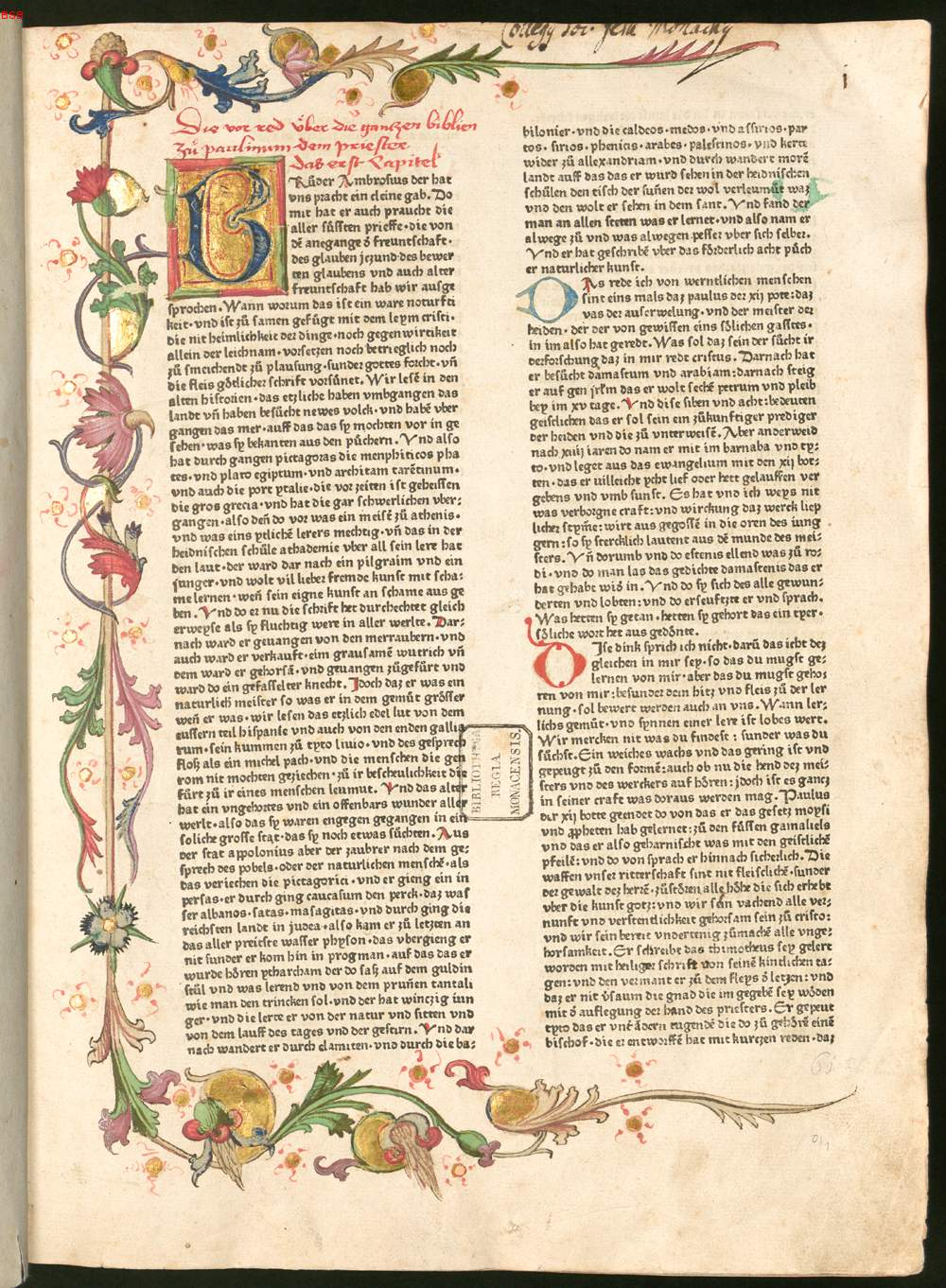
Erste Seite der Mentelin-Bibel, Exemplar der Bayerischen Staatsbibliothek

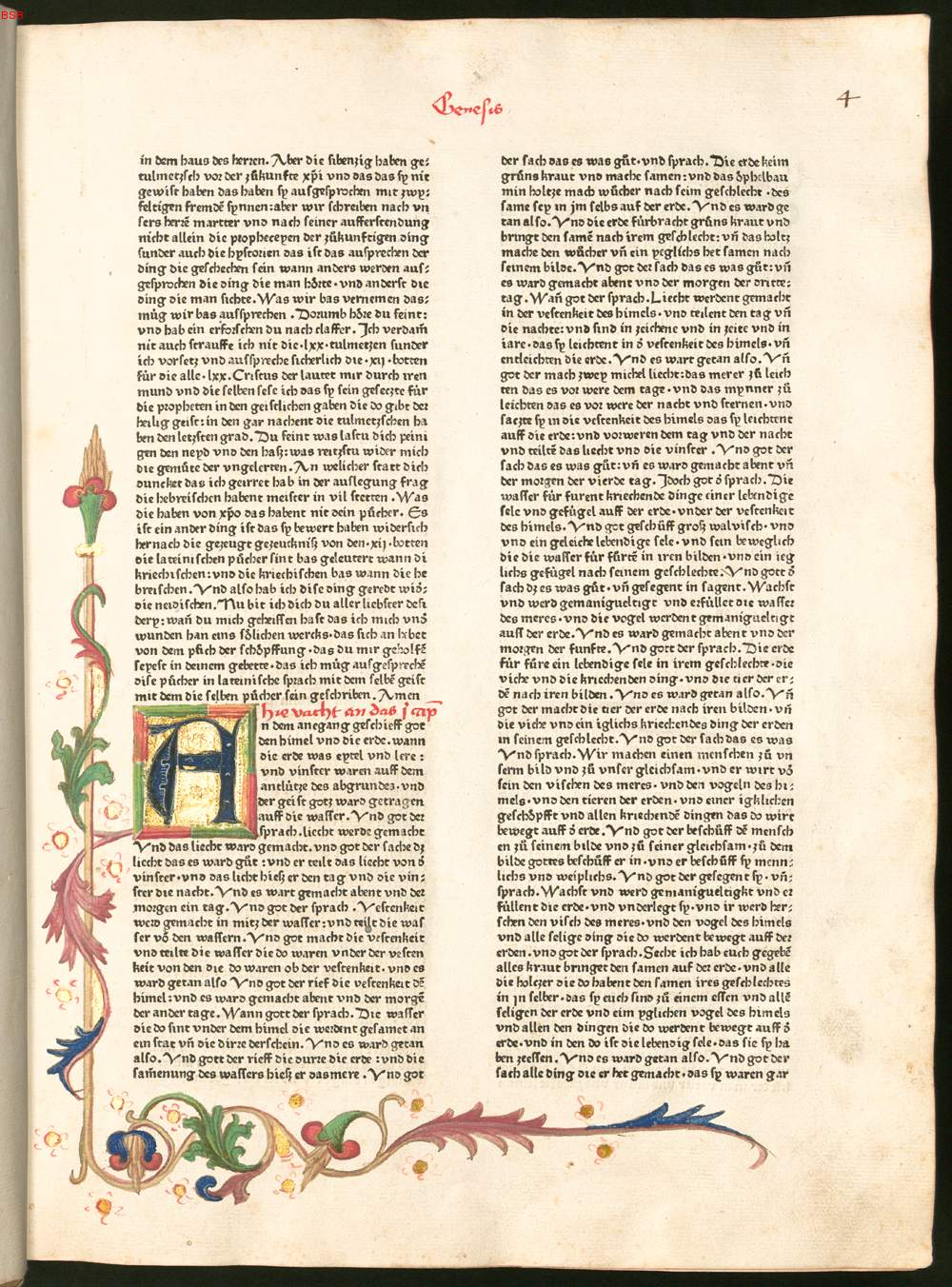
Beginn der Genesis

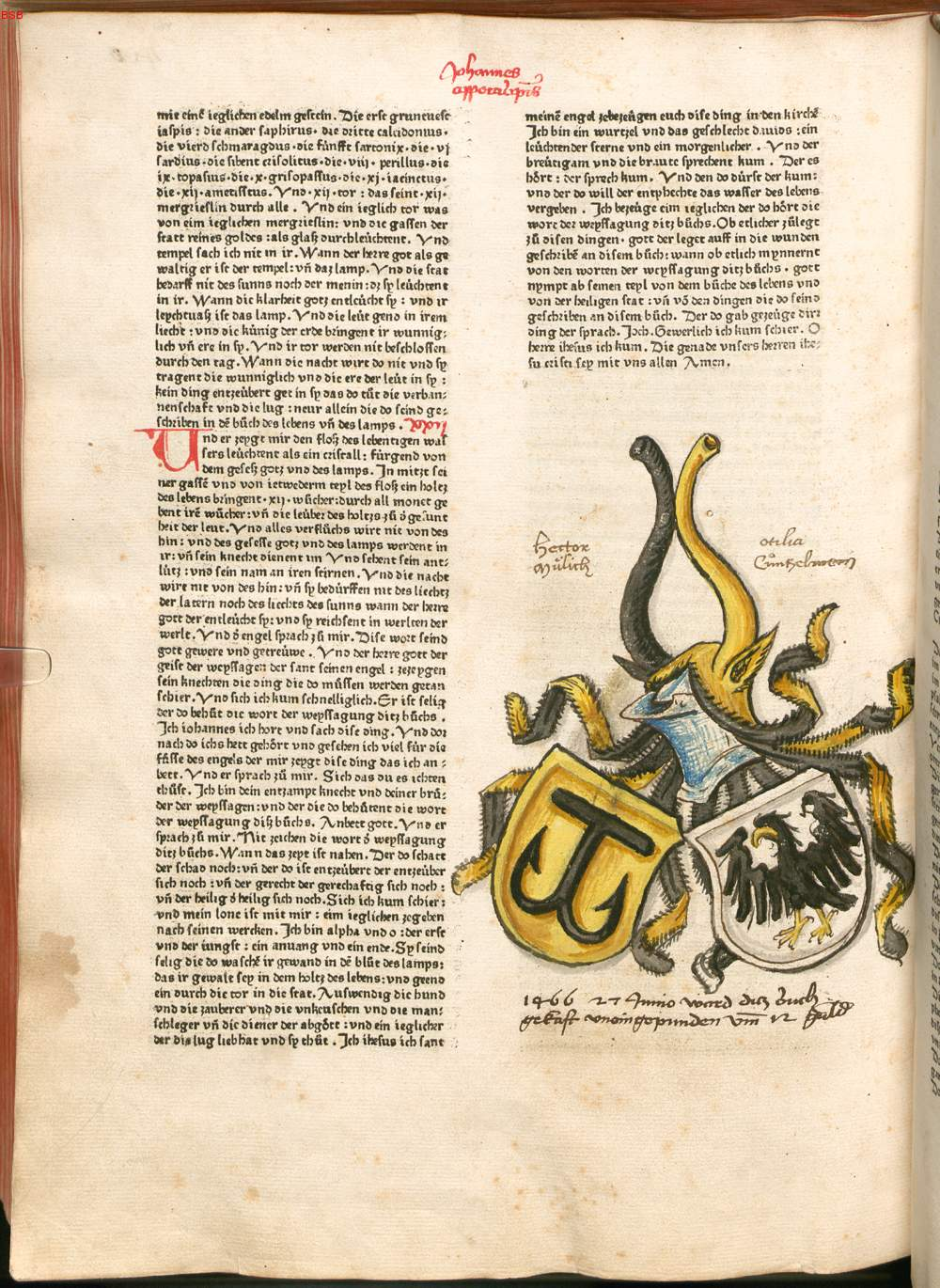
Besitzeintrag von Hektor Mülich

Die Mentelin-Bibel ist die erste der vorlutherischen deutschen Bibeln und die erste gedruckte Bibel in einer Volkssprache überhaupt. Sie erschien 1466, nur 11 Jahre nach der lateinischen Gutenberg-Bibel, die 1455 erschien.
Die Universitätsbibliothek der LMU München verfügt über zwei Exemplare der Mentelin-Bibel, die zum Zimelienbestand gehören: Cim. 56 und Cim. 56a. Die Herkunft des einen, mit farbigen Initialen und Blumenranken versehenen Wiegendrucks (Cim. 56) in einem zeitgenössischen Schweinslederband auf Holz mit Blindpressung, ist unbekannt. Der mit farbigen Initialen und Blumenranken versehene andere Wiegendruck (Cim 56a) in einem zeitgenössischen Schweinslederband auf Holz mit Blindpressung stammt aus dem Augustinerchorherrenstift Polling, aus dessen Bibliothek über 7.300 Bände im Zuge der Säkularisation 1803 in die Universitätsbibliothek Landshut gelangten.
Johannes Mentelin aus Schlettstadt († 1478) erwarb sich 1447 die Bürgerrechte als Goldschreiber in Straßburg. Es ist nicht belegt, dass er seine Druckkenntnisse bei Gutenberg erwarb. Vermutlich hatte er seinen Mitarbeiter Heinrich Eggestein nach Mainz gesandt, damit dieser dort das Buchdrucker-Handwerk erlernen sollte.
Mentelin achtete darauf, die Anzahl der Druckzeilen durch eine kleinere Schrifttype (eine Gotico-Antiqua) zu erhöhen, um die Kosten gegenüber einer Gutenberg-Bibel zu senken. Mentelins Bibel hatte nun 61 Zeilen in zwei Spalten. Er bedruckte 406 Blätter mit einem Blattformat von 43 cm Höhe zu 30 cm Breite (Folio). Gedruckt war nur der Text, die Initialen und Großbuchstaben am Satzanfang wurden vom Rubrikator in roter Farbe nachgetragen. Im Exemplar der Bayerischen Staatsbibliothek kann man, handschriftlich eingetragen vom Augsburger Chronisten Hektor Mülich, dem Käufer, über den stolzen Preis lesen: 1466 27 Junio ward ditz buch gekaft vneingepunden vmb 12 gulden. Das entsprach etwa dem Wert von vier Ochsen.
Mit der Wahl des Textes hatte Mentelin weniger Glück als mit dem Verkauf seiner Werke. Er verwendete eine Übersetzung des 14. Jahrhunderts aus dem Nürnberger Raum, die nach dem im Mittelalter weit verbreiteten Übersetzungsprinzip „Wort für Wort“ angelegt war. Sie konnte also vor allem neben dem lateinischen Text als Verständnishilfe benutzt werden. Sie war besonders in Böhmen stark verbreitet, qualitativ jedoch der etwas jüngeren zweiten vollständigen Bibel-Übersetzung unterlegen. Dies war die Wenzelsbibel, die in Prag gefertigt war und auf ein flüssiges Deutsch achtete, aber nie gedruckt wurde.
Mentelin muss jedoch auch diese zweite Übersetzung, die Wenzelsbibel, gekannt haben. Der Theologe Wilhelm Walther konnte nämlich nachweisen, dass beide Übersetzungszweige die gleiche Version der biblischen Prologi und Argumenta sowie der Psalmen-Tituli verwenden. Da diese Zugaben gewandter übersetzt sind als der fortlaufende Text der Mentelin-Bibel und sie in den Handschriften des ersten Zweiges fehlen, lag es für ihn auf der Hand, dass sie – vielleicht erst von Mentelin – von dort entlehnt wurden. 
Zum Zeitpunkt des Drucks muss die Übersetzung sprachlich altertümlich geklungen haben. Die Textqualität tat dem Projekt keinen Abbruch. Die Mentelin-Bibel sollte noch dreizehnmal von anderen Verlegern im süddeutschen Raum aufgelegt werden. Erst mit der Reformation ergab sich eine veränderte Situation. Zwar plante Luthers Hauptgegner Eck, für die katholische Seite den Mentelin-Text als Kampfmittel gegen den Luthertext zu stellen, verwarf dies jedoch, nachdem er über 3000 Stellen identifiziert hatte, die mit dem Text der Vulgata nicht übereinstimmten, und fertigte eine eigene Übersetzung an (Eck-Bibel).

## Edition
- Wilhelm Kurrelmeyer: Die erste deutsche Bibel. 10 Bände. (= Bibliothek des Litterarischen Vereins in Stuttgart, Bd. 234, 238, 243, 246, 249, 251, 254, 258, 259 und 266). Laupp, Tübingen 1904–1915